# بئر حكيم

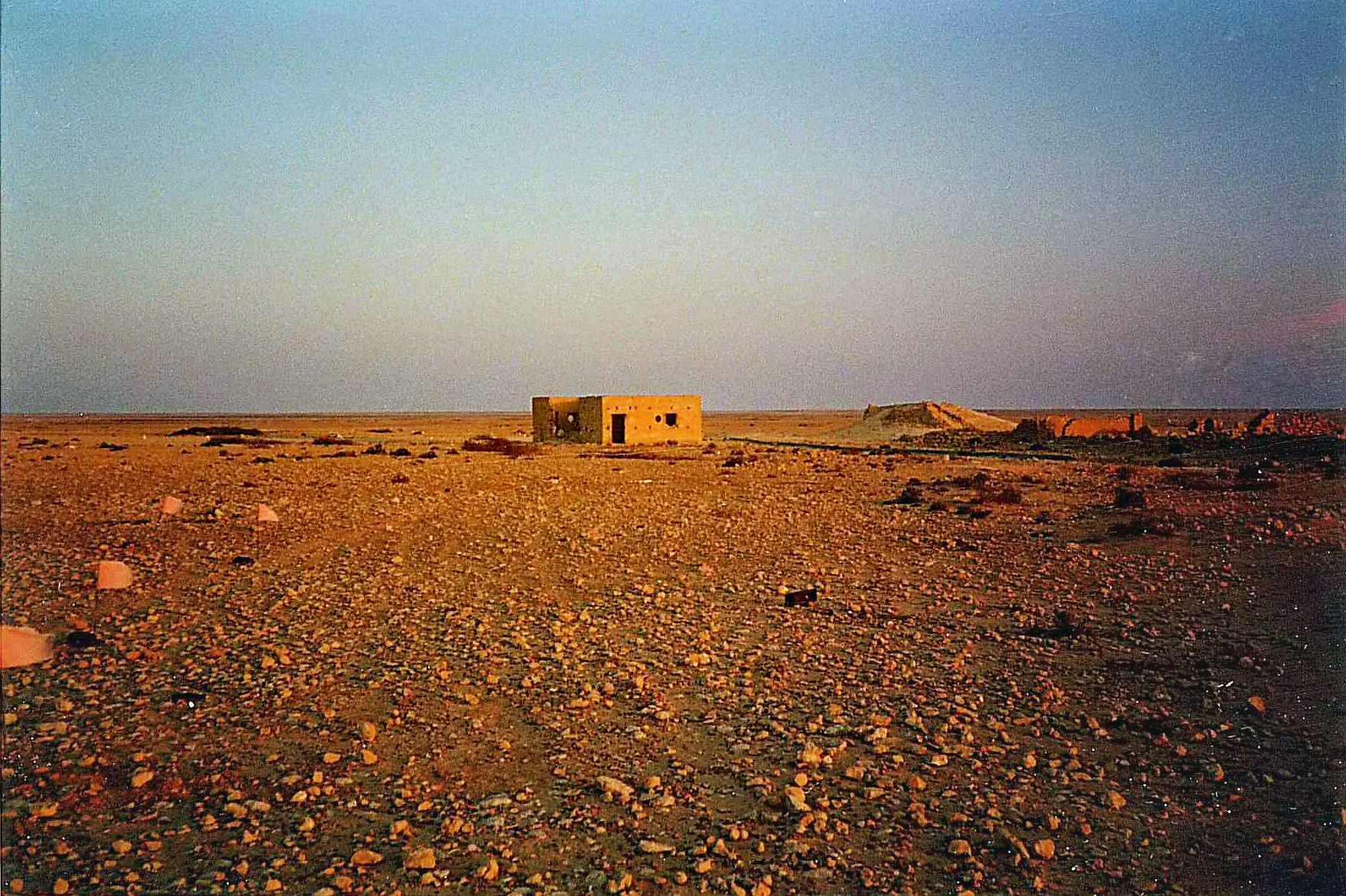
بير حكيم 1990.

بئر حكيم في الصحراء الليبية في وهو موقع لحصن سابق للإمبراطورية العثمانية تم بناؤه حول موقع بئر روماني قديم، ويرجع تاريخه إلى الفترة التي كانت فيها الواحة جزءًا من طرابلس الغرب العثمانية. تقع على بعد حوالي 160 كيلومترًا (99 ميلًا) غرب السلوم على الساحل الليبي و 80 كيلومترًا (50 ميلًا) جنوب شرق عين الغزالة. اشتهرت بير حكيم بمعركة بئر حكيم التي وقعت هناك خلال الحرب العالمية الثانية.
وقعت المعركة خلال معركة عين الغزالة (26 مايو - 21 يونيو 1942) عندما دافع اللواء الفرنسي الحر الأول من جنرال دي لواء ، مارشال فرانسا ماري-بيير كونيغ عن الموقع في الفترة من 26 مايو - 21 يونيو ضد قوات الألمانية وإيطالية أكبر بكثير بقيادة غنرال أوبرست إرفين رومل.
كان الكابتن بيير ميسمير أحد الضباط الفرنسيين في اللواء النصف الثالث عشر من الفيلق الأجنبي الفرنسي . تخرج ميسمر من مدرسة مدرسة سان سير العسكرية. كان يقود الكتيبة الثالثة من الفيلق.
كان بيير ميسمير أول جندي من الفيلق الأجنبي الفرنسي يتم انتخابه في الأكاديمية الفرنسية . أصبح فيما بعد رئيس وزراء الجمهورية الفرنسية في عهد الرئيس جورج بومبيدو .
خلال هذه الأيام الأربعة عشر، شل 3700 جندي فرنسي حركة 40000 من جنود المحور. من بين هؤلاء الـ 3700 مات 800 أو فُقدوا. كان نصف اللواء قد حارب بالفعل الجيش الألماني في نارفيك في 27 مايو 1940.
على الرغم من أن الفيلق الأفريقي سيطر على طبرق بعد عشرة أيام، إلا أن التأخير الذي فُرض على هجوم المحور من قبل دفاع بير حكيم قد أثر على إلغاء عملية هرقل، المخطط الألماني لغزو قناة السويس ومالطا. منح الوقوف إلى جانب الفرنسيين الأحرار الجيش الثامن البريطاني المهزوم والمتراجع وقتًا كافيًا للتعافي من خسائره الفادحة وإعادة تنظيمه. ثم أوقف البريطانيون التقدم الألماني في معركة العلمين الأولى .
كانت هذه المعركة بمثابة اسم لبير حكيم (مترو باريس) ، وهي محطة على مترو باريس ، وجسر بونت دي بير حكيم .
كانت بئر حكيم أيضًا موقعًا لعملية إنقاذ جريئة خلال الحرب العالمية الأولى. في 14 مارس 1916، قاد الرائد هيو جروسفينور سربًا من السيارات المدرعة، جزء من قوة الحدود الغربية، إلى بئر حكيم بعد أن قطع مسافة 120 ميلًا عبر الصحراء من السلوم. هناك أنقذوا 91 أسير حرب بريطاني من أتش أم أس تارا و إتش أم تي موورينا. استولت الغواصات الألمانية على البحارة البريطانيين بعد نسف سفنهم وسلمت سجناءهم إلى السنوسيين، فقد كانوا متحالفين مع الألمان.
نتيجة للحرب العثمانية الإيطالية (1911-1912) استولت إيطاليا على ولاية طرابلس الغرب العثمانية العثمانية، والتي أصبحت تُعرف باسم ليبيا الإيطالية . تمركز الجيش الإيطالي في وحدة من ظابطية المهاري في بير حكيم.